# Rotalia (protista)
Rotalia es un género de foraminífero bentónico de la subfamilia Rotaliinae, de la familia Rotaliidae, de la superfamilia Rotalioidea, del suborden Rotaliina y del orden Rotaliida. Su especie tipo es Rotalites trochidiformis. Su rango cronoestratigráfico abarca desde el Coniaciense (Cretácico superior) hasta el Eoceno.

## Clasificación
Se han descrito numerosas especies de Rotalia. Entre las especies más interesantes o más conocidas destacan:
- Rotalia fallax †
- Rotalia fastigata †
- Rotalia trochidiformis †
- Rotalia trochidiformis †

Un listado completo de las especies descritas en el género Rotalia puede verse en el siguiente anexo.
En Rotalia se han considerado los siguientes subgéneros:
- Rotalia (Gyroidina), aceptado como género Gyroidina
- Rotalia (Rotalie), también considerado como género Rotalie, y aceptado como género Rotalia
- Rotalia (Trochammina), aceptado como género Trochammina
- Rotalia (Turbulina), también considerado como género Turbulina, y aceptado como género Rotalia